# Bobby Roth
Bobby Roth, celým jménem Robert Jay Roth, (* 9. července 1950 Los Angeles) je americký filmový a televizní režisér a scenárista. Studoval filozofii a tvůrčí psaní na Kalifornské univerzitě v Berkeley a poté film na Univerzitě Jižní Kalifornie a Kalifornské univerzitě v Los Angeles. Debutoval v roce 1976 filmem Independence Day. Za svou kariéru natočil přes tři desítky celovečerních filmů, převážně pro televizi. Rovněž režíroval epizody mnoha televizních seriálů, včetně Agenti S.H.I.E.L.D., Happy Town, Miami Vice, Útěk z vězení a Ztraceni. Jeho manželkou je Pamela Springsteen, bývalá herečka a sestra hudebníka Bruce Springsteena.

## Filmografie
- Independence Day (1976)
- The Boss' Son (1978)
- Circle of Power (1981)
- Heartbreakers (1984)
- Tonight's the Night (1987)
- The Man Who Fell to Earth (1987)
- Baja Oklahoma (1988)
- Dead Solid Perfec (1988)
- The Man Inside (1990)
- Rainbow Drive (1990)
- Keeper of the City (1991)
- The Switch (1993)
- Judgment Day: The John List Story (1993)
- Ride with the Wind (1994)
- Nowhere to Hide (1994)
- Kidnapped: In the Line of Duty (1995)
- Naomi & Wynonna: Love Can Build a Bridge (1995)
- Amanda (1996)
- Tell Me No Secrets (1997)
- The Inheritance (1997)
- The Devil's Child (1997)
- Her Own Rules (1998)
- A Secret Affair (1999)
- A Holiday Romance (1999)
- Jack the Dog (2001)
- Crossed Over (2002)
- Dancing at the Harvest Moon (2002)
- Manhood (2003)
- A Date with Darkness: The Trial and Capture of Andrew Luster (2003)
- The Elizabeth Smart Story (2003)
- Brave New Girl (2004)
- Berkeley (2005)
- The Killing Game (2011)
- Edge of Fear (2018)
- Pearl (2020)